# 危楼愚夫
《危楼愚夫》 (俄语：Дурак) 是2014年由尤里·贝科夫编剧和执导、阿尔焦姆·贝斯特罗夫主演的俄罗斯电影。讲述了在一栋大楼有倾覆风险的情况下，一个管道工人为了挽救楼内众人生命却遭受到误解嘲笑、险被官员迫害的故事。

## 剧情介绍
水管工人迪马·尼基丁（阿尔焦姆·贝斯特罗夫饰演）工作中发现一座住有800人的楼房随时有倾覆的风险，于是他找到市长希望政府疏散并安置居民。
市长随后意识到两个问题：一旦楼房倾覆，贪污楼房维护款的行为就会曝光；由于贪腐，已没有安置资金和空置住房。于是作出了杀人和不疏散居民的决定：意图杀害两个职位较低的官员做替罪羊，这样事发后可以伪装成携款潜逃、意图杀害水管工人迪马·尼基丁灭口。但是执行杀戮的官员心软放走了三人中的迪马·尼基丁。
迪马·尼基丁本应逃离城市，但是心系楼内居民，返回楼中将所有居民叫下楼，却无人相信他说的话，并揍了他，影片在迪马·尼基丁孤身一人倒在地上的场景中结束。